# Huy hiệu

Một huy hiệu hình sư tử

Huy hiệu là vật dụng dùng để biểu thị cho một tổ chức, hay một nhóm người hoạt động, mang ý nghĩa riêng cho tổ chức đó. Huy hiệu cũng là dấu hiệu của việc làm hợp pháp hoặc tình trạng sinh viên, hoặc như một phương tiện nhận dạng đơn giản. Chúng cũng được sử dụng trong quảng cáo, quảng bá và cho các mục đích xây dựng thương hiệu. Huy hiệu cảnh sát có từ thời trung cổ khi các hiệp sĩ mặc một chiếc huy hiệu đại diện cho lòng trung thành và sự trung thành của họ. Huy hiệu có thể được làm từ kim loại, nhựa, da, dệt, cao su,... và chúng thường được gắn vào quần áo, túi xách, giày dép, xe cộ, thiết bị điện gia dụng. Huy hiệu dệt hoặc miếng vá có thể được dệt hoặc thêu, và có thể được gắn bằng cách dán, ủi, may hoặc đính. Các huy hiệu đã trở nên rất dễ sưu tập, ví dụ như:: ở Vương quốc Anh có Hiệp hội những người sưu tập huy hiệu đã tồn tại từ năm 1980. Trong quân đội, huy hiệu được sử dụng để biểu thị đơn vị hoặc cánh tay mà người đeo thuộc về, cũng như các bằng cấp nhận được qua huấn luyện quân sự, cấp bậc,... Tương tự, các tổ chức thanh niên như trinh sát và hướng dẫn sử dụng chúng để thể hiện tư cách thành viên nhóm, giải thưởng và cấp bậc.